# Internet Explorer 11
Windows Internet Explorer 11 (forkortet IE11) er den ellevte udgave af Internet Explorer, udviklet og udgivet af Microsoft til Windows 8 den 17. oktober 2013, og til Windows 7 den 7. november. Den er efterfølgeren til Internet Explorer 10.